# Пери (окръг, Арканзас)
Вижте пояснителната страница за други значения на Пери.
Окръг Пери (на английски: Perry County) е окръг в щата Арканзас, Съединени американски щати. Площта му е 1450 km², а населението – 10 445 души (2010). Административен център е град Перивил.